# Kirchberg (Altenmarkt an der Alz)
Kirchberg ist ein Gemeindeteil von Altenmarkt an der Alz im oberbayerischen Landkreis Traunstein.
Der Weiler liegt auf der Gemarkung Rabenden knapp zwei Kilometer westnordwestlich von Altenmarkt am Rande der Hochebene linksseits des Taleinschnitts des ostwärts zur Alz laufenden Obinger Seebachs, in dem ebenfalls einige Häuser stehen. Er ist über die im Tal verlaufende Bundesstraße 304 zu erreichen.

## Geschichte
Aus dem Ministerialengeschlecht der Herren von Kirchberg sind einige Vertreter überliefert. Gotebolt und Wolfhart traten um 1120–1150 auf. Nach 1170 gab es keine Nennung dieses Geschlechts mehr.
Für das 15. Jahrhundert werden mehrmals in Kirchberg durchgeführte regionale Gerichtsverhandlungen, die Taidings, genannt.
Zur Obmannschaft Kirchberg im Landgericht Trostberg gehörten in der Mitte des 18. Jahrhunderts die Orte Angermühle, Berg, Dorfen, Hasenbichl, Irling, Kirchberg, Oberhilgen, Unterhilgen, Sankt Wolfgang und Thalham. Die fünf Anwesen im Dorf waren ein ganzer Hof, zwei halbe Höfe, ein Viertelhof und Zweiunddreißigstel-Hof.
Kirchberg war ein Gemeindeteil von Rabenden und kam am 1. Januar 1975 bei der Auflösung der Gemeinde im Zuge der Gebietsreform in Bayern zu Altenmarkt.

## Bevölkerungsentwicklung
| Jahr      | 1871 | 1900 | 1925 | 1950 | 1970 | 1987 |
| Einwohner | 39   | 39   | 31   | 78   | 29   | 25   |

## Baudenkmäler
Siehe auch: Liste der Baudenkmäler in Kirchberg
- Katholische Filialkirche St. Petrus und Paulus, 1483 geweiht
- Gut erhaltene historische Bausubstanz haben ein Vierseit- und ein Dreiseithof in Nachbarschaft der Kirche